# Sfinga
Sfinga (grč. Σφίγξ, Sphigx) biće je s lavljim tijelom, a ovnovom, sokolovom, jastrebovom ili ljudskom glavom; postoji u egipatskoj i grčkoj mitologiji, a javlja se i u hinduizmu.

## Etimologija
Sfingino ime dolazi od grčke riječi Σφιγξ, Sphigx, [Sphinx], izvedene od glagola σφιγγω, sphiggo, [sphingo] = "zadaviti". Naime, u grčkoj mitologiji govori se da bi zadavila svakoga tko nije znao rješenje njezine zagonetke.

## Karakteristike
Prvo se javlja u Egipćana u Staroj Državi, a potom je preuzeta i u grčku mitologiju. Grci su je prikazivali na slikama na vazama i reljefima kako stoji, za razliku od ležeće egipatske s različitim licima ili muškim licem, i to kao krilatog lava sa ženskom glavom ili pak kao ženu s lavljim šapama, pandžama i prsima, a zmijskim repom i orlovim krilima.

## Egipatska sfinga
Egipatske su sfinge mitološka stvorenja smatrane čuvarima. Prikazivane su u trima oblicima:
- Androsfinga - lavlje tijelo, ljudska glava
- Kriosfinga - lavlje tijelo, ovnova glava
- Hijerosfinga - lavlje tijelo, sokolova ili jastrebova glava.

Poznata je granitna sfinga koja ima glavu kraljice Hatšepsut, a danas se čuva u Metropolitanskom muzeju umjetnosti u New Yorku.
Također je poznata i alabasterna memfiska sfinga te ovnoglave sfinge koje prikazuju boga Amona u Tebi, a izvorno ih je bilo oko 900.

### Velika sfinga u Gizi
Najpoznatija je Velika sfinga u Gizi. Nalazi se u Dolini Gize na zapadnoj obali Nila, a okrenuta je prema istoku, s malenim hramom među šapama. Vjeruje se da njezino lice predstavlja faraona Kefrena (egip. Khafra) ili njegova sina Djedefrua, tako da bi datum gradnje mogao biti za vrijeme četvrte dinastije (2723. – 2563. pr. Kr.). Natpis na Velikoj sfingi daje tri Sunčeva imena: Kheperi - Re - Atum.

## Grčka sfinga

### Podrijetlo
U grčkoj mitologiji postojala je samo jedna sfinga, demon uništenja i nesreće. Prema Heziodu bila Ehidnina i Ortova, prema Apolodoru Ehidnina i Tifonova kći, a prema Pauzaniju Lajeva je kći.
Hera (ljuta na Tebance jer nisu kaznili Laja koji je oteo Hrizipa iz Pise), Ares (zato što je Kadmej ubio njegova sina zmaja), Dioniz ili Had, ovisno o izvorima, poslali su Sfingu iz njezine domovine Etiopije (Grci su se sjećali Sfingina strana porijekla: Etiopija je bio naziv za daleke zemlje, pa se tako to odnosi i na Egipat, gdje je Sfinga bila muško biće, prikaz faraona ili boga Sunca). u Tebu. Prema drugim izvorima bila je jedna od Kadmejovih kćeri koju su izludjeli i koja je pretvorena u čudovište.

### Edipi zagonetka
U Tebi je, prema Sofoklu, Edipu zadala jednu od najpoznatijih zagonetaka:
"Koje stvorenje ujutro hoda na četiri noge, u podne na dvije, a uvečer na tri?"
Zadavila bi svakoga tko ne bi znao odgovoriti, a Edip joj je točno odgovorio da je to čovjek koji u djetinjstvu puže, kad odraste hoda na dvije noge, a u starosti si pomaže štapom. Stoga se Sfinga, napokon pobijeđena, bacila s visoke stijene i umrla. Druga inačica govori da se proždrla.
Zagonetku je naučila ili od Muza ili od Laja koji ju je poučio Kadmejovim zagonetkama i proročanstvima iz Delfa. Gornja je zagonetka kasno postala stalnim dijelom predaje, a prema nekim rjeđim izvorima, postojala je i druga zagonetka:
Dvije su sestre: jedna rađa drugu, a druga prvu.
Odgovori su "dan" i "noć" (obje su riječi - ἡμέρα i νύξ - ženskoga roda u grčkome jeziku).

## Azijske sfinge

### Ime
Sfinga je poznata i u mitologiji južne i jugoistočne Azije. Znana je kao purushamriga (skr. "ljudska zvijer"), purushamirukam (tamilski "ljudska zvijer"), naravirala (skr. "čovjek mačka") u Indiji ili kao nara-simha (pali "čovjek lav") u Šri Lanki, manusiha ili manuthiha (pali "čovjek lav") u Mjanmi te Nora Nair ili Thepnorasingh u Tajlandu.

### Tradicija
Za razliku od sfinge u Egiptu, Mezopotamiji i Grčkoj gdje je zaboravljena, tradicija azijske sfinge i dalje je prisutna. Najraniji umjetnički prikazi sfinge s južnoazijskog potkontintenta potječu iz razdoblja helenističke umjetnosti. Sfinge iz Mathure, Kausambija i Sanchija, iz 3. stoljeća pr. Kr. do 1. stoljeća, izgledaju nehelenistički. Tako da je moguće da sfinga nije nastala stranim utjecajem.

### Vrste
U južnoj Indiji sfinga je znana kao purushamriga (sanskrt) ili purushamirukam (tamilski), što znači "ljudska zvijer". Pronađeni su prikazi i skulpture u hramovima gdje služi da bi istjerala zlo. Naime, prema vjerovanju, ona istjeruje grijehe iz pobožnika koji ulazr u hram te općenito istjeruje zlo. Tako da je često postavljana na strateškim položajima na ulazu ili u njegovoj blizini. Purushamriga igra značajnu ulogu u ritualima Šivinim hramovima. U okrugu Kanya Kumari, na najjužnijem dijelu indijskog potkontinenta, tijekom Šivine noći pobožnici trče 75 kilometara te posjećuju i štuju Šivu u 12 njegovih hramova. Ova se Šivina utrka (Shiva ottam) priređuje kao počast priči iz Mahabharate, u kojoj se Sfinga utrkivala s junakom Bhimom.
U Šri Lanki sfinga je znana kao narasimha ili "čovjek lav". Ima lavlje tijelo i ljudsku glavu. Ne smije je se zamijeniti s Narasimhom, četvrtom inkarnacijom Mahavišnua, prikazanim s ljudskim tijelom i lavljom glavom, dakle, obrnuto. Sfinga je dio budističke tradicije te služi kao čuvar.
U Mjanmi sfinga je znana kao manusiha ili manuthiha. Prikazivana je na uglovima budističkih hramova, a legenda govori da su je stvorili budistički redovnici da bi zaštitili novorođeno kraljevsko dijete od ogra.
Nora Nair i Thep Norasingh dva su imena sfinge u Tajlandu. Prikazane su kao uspravna i hodajuća bića, s donjim dijelom tijela lava ili jelena, a gornjim ljudskim. Često se nalaze u muško-ženskim parovima. Služe kao zaštitnici.

## Maniristička i simbolistička sfinga

### Manirizam
Novooživljena maniristička sfinga iz 16. stoljeća često se smatra francuskom sfingom. Glava joj je podignuta i ima poprsje lijepe mlade žene, a često nosi nakit. Tijelo joj je pak u obliku ležećeg lava.
Takve su sfinge prikazivane kad su groteskne dekoracije Neronove Zlatne kuće (Domus Aurea) bile u središtu pozornosti u kasnijim godinama 15. stoljeća u Rimu. Potom je postala sastavnim dijelom arabesknog dizajna koji se proširio Europom u gravurama tijekom 16. i 17. stoljeća. Prvi se put pojavljuje u francuskoj umjetnosti škole Fontainebleau dvadesetih i tridesetih godina 15. stoljeća, a posljednji su prikazi u kasnom baroknom stilu Régence perioda (1715. – 1723.).

### Simbolizam
Sfinge su bile pretmurne za razdoblje rokokoa te su polako nestajale iz europskog dizajna, sve dok nisu opet oživljene u 19. stoljeću u romantizmu i simbolizmu. Najčešće su aludirale na grčku sfingu, a rjeđe na egipatsku.

## Vanjske poveznice
|  | Zajednički poslužitelj ima još gradiva o temi Sfinga |

- Sfinga u klasičnoj literaturi i umjetnosti (engl.)
- Sfinga u grčkoj mitologiji (engl.)
- Edip i sfinga  Arhivirana inačica izvorne stranice od 2. rujna 2006. (Wayback Machine) (engl.)